# Họa sĩ kịch bản phân cảnh
Họa sĩ kịch bản phân cảnh (tiếng Anh: storyboard artist), hay họa sĩ cốt truyện (tiếng Anh: story artist) là những người vẽ kịch bản phân cảnh cho các cơ quan quảng cáo hoặc các nhà sản xuất phim. Họ hình dung ra cốt truyện và vẽ phác các cảnh trong truyện lên giấy. Vẽ nhanh bằng bút chì và bút đánh dấu là hai trong số những phương pháp truyền thống để vẽ bảng truyện, mặc dù ngày nay Flash, Photoshop và nhiều phần mềm vẽ bảng truyện khác được sử dụng phổ biến hơn. Máy quay kỹ thuật số là một trong những phương pháp mới nhất để làm bảng truyện. Họa sĩ kịch bản còn được gọi là các nhà minh họa hay nhà phác thảo.